# فيجريفيل
فيجريفيل هي بلدة في ألبرتا، في كندا، بلغ عدد سكانها 5,708  نسمة وذلك حسب إحصائيات سنة 2016، تبلغ مساحتها 14.08 كيلومتر مربع، رمزها البريدي هو T9C.

## الموقع
تشترك في الحدود مع:
- مونداري [الإنجليزية]‏.

## المناخ
يظهر الجدول التالي التغييرات المناخية على مدار السنة لفيجريفيل:
| البيانات المناخية لـفيجريفيل       | البيانات المناخية لـفيجريفيل | البيانات المناخية لـفيجريفيل | البيانات المناخية لـفيجريفيل | البيانات المناخية لـفيجريفيل | البيانات المناخية لـفيجريفيل | البيانات المناخية لـفيجريفيل | البيانات المناخية لـفيجريفيل | البيانات المناخية لـفيجريفيل | البيانات المناخية لـفيجريفيل | البيانات المناخية لـفيجريفيل | البيانات المناخية لـفيجريفيل | البيانات المناخية لـفيجريفيل | البيانات المناخية لـفيجريفيل |
| الشهر                              | يناير                        | فبراير                       | مارس                         | أبريل                        | مايو                         | يونيو                        | يوليو                        | أغسطس                        | سبتمبر                       | أكتوبر                       | نوفمبر                       | ديسمبر                       | المعدل السنوي                |
| ---------------------------------- | ---------------------------- | ---------------------------- | ---------------------------- | ---------------------------- | ---------------------------- | ---------------------------- | ---------------------------- | ---------------------------- | ---------------------------- | ---------------------------- | ---------------------------- | ---------------------------- | ---------------------------- |
| الدرجة القصوى قرينة الرطوبة        | 9.1                          | 6.7                          | 19.1                         | 26.2                         | 31.4                         | 36.8                         | 38.7                         | 40.1                         | 32.9                         | 25.3                         | 17.6                         | 11.0                         | 40.1                         |
| الدرجة القصوى °م (°ف)              | 10.3 (50.5)                  | 15.0 (59.0)                  | 19.1 (66.4)                  | 29.0 (84.2)                  | 33.5 (92.3)                  | 35.7 (96.3)                  | 35.4 (95.7)                  | 34.7 (94.5)                  | 35.5 (95.9)                  | 28.5 (83.3)                  | 19.0 (66.2)                  | 11.3 (52.3)                  | 35.7 (96.3)                  |
| متوسط درجة الحرارة الكبرى °م (°ف)  | −7.9 (17.8)                  | −5.1 (22.8)                  | 0.1 (32.2)                   | 10.7 (51.3)                  | 17.4 (63.3)                  | 21.2 (70.2)                  | 23.1 (73.6)                  | 22.8 (73.0)                  | 17.0 (62.6)                  | 9.7 (49.5)                   | −1.3 (29.7)                  | −6.4 (20.5)                  | 8.4 (47.1)                   |
| المتوسط اليومي °م (°ف)             | −13.3 (8.1)                  | −10.8 (12.6)                 | −5.1 (22.8)                  | 4.3 (39.7)                   | 10.3 (50.5)                  | 14.4 (57.9)                  | 16.6 (61.9)                  | 15.6 (60.1)                  | 10.1 (50.2)                  | 3.5 (38.3)                   | −6.3 (20.7)                  | −11.8 (10.8)                 | 2.3 (36.1)                   |
| متوسط درجة الحرارة الصغرى °م (°ف)  | −18.6 (−1.5)                 | −16.5 (2.3)                  | −10.3 (13.5)                 | −2.2 (28.0)                  | 3.2 (37.8)                   | 7.7 (45.9)                   | 10.1 (50.2)                  | 8.3 (46.9)                   | 3.2 (37.8)                   | −2.8 (27.0)                  | −11.1 (12.0)                 | −17.1 (1.2)                  | −3.8 (25.2)                  |
| أدنى درجة حرارة °م (°ف)            | −44.9 (−48.8)                | −46.5 (−51.7)                | −42 (−44)                    | −32 (−26)                    | −10.7 (12.7)                 | −3 (27)                      | 2.0 (35.6)                   | −3.5 (25.7)                  | −10.8 (12.6)                 | −23 (−9)                     | −36 (−33)                    | −42.5 (−44.5)                | −46.9 (−52.4)                |
| أدنى درجة حرارة تبريد الرياح       | −57                          | −58                          | −51                          | −30                          | −15                          | −5                           | 0                            | −3                           | −13                          | −25                          | −44                          | −52                          | −58                          |
| الهطول مم (إنش)                    | 15.1 (0.59)                  | 11.0 (0.43)                  | 15.9 (0.63)                  | 21.3 (0.84)                  | 37.1 (1.46)                  | 60.6 (2.39)                  | 76.3 (3.00)                  | 51.8 (2.04)                  | 40.5 (1.59)                  | 12.8 (0.50)                  | 12.9 (0.51)                  | 12.3 (0.48)                  | 367.5 (14.47)                |
| معدل هطول الأمطار مم (إنش)         | 0.6 (0.02)                   | 0.3 (0.01)                   | 0.9 (0.04)                   | 15.6 (0.61)                  | 34.4 (1.35)                  | 60.6 (2.39)                  | 76.3 (3.00)                  | 51.8 (2.04)                  | 40.4 (1.59)                  | 7.6 (0.30)                   | 1.4 (0.06)                   | 0.2 (0.01)                   | 289.9 (11.41)                |
| متوسط تساقط الثلوج سم (إنش)        | 14.8 (5.8)                   | 10.7 (4.2)                   | 14.6 (5.7)                   | 5.7 (2.2)                    | 2.7 (1.1)                    | 0 (0)                        | 0 (0)                        | 0 (0)                        | 0.1 (0.0)                    | 5.2 (2.0)                    | 11.5 (4.5)                   | 12.2 (4.8)                   | 77.5 (30.5)                  |
| متوسط أيام هطول الأمطار (≥ 0.2 mm) | 6.8                          | 5.0                          | 5.5                          | 6.5                          | 8.8                          | 12.4                         | 14.2                         | 10.4                         | 9.9                          | 6.7                          | 6.4                          | 5.7                          | 98.0                         |
| متوسط الأيام الممطرة (≥ 0.2 mm)    | 0.44                         | 0.2                          | 1.0                          | 4.8                          | 8.4                          | 12.4                         | 14.2                         | 10.4                         | 9.9                          | 5.3                          | 1.5                          | 0.36                         | 68.7                         |
| متوسط الأيام المثلجة (≥ 0.2 cm)    | 6.4                          | 4.9                          | 4.9                          | 2.2                          | 0.62                         | 0                            | 0                            | 0.04                         | 0.04                         | 1.8                          | 5.2                          | 5.4                          | 31.5                         |
| المصدر: Environment Canada         |                              |                              |                              |                              |                              |                              |                              |                              |                              |                              |                              |                              |                              |

## أعلام
- ليندا كرادوك
- جيمس إدغار ووكر
- سيمما هولت